# Vuelta a Burgos 2005
La XXVII Vuelta a Burgos se disputó entre el 7 y el 11 de agosto de 2005 con un recorrido de 665,6 km dividido en 5 etapas, con inicio en Burgos y final en Burgos. 
La prueba perteneció al UCI Europe Tour de los Circuitos Continentales UCI, dentro de la máxima categoría para vueltas de varias etapas: 2.HC.
Tomaron parte en la carrera 12 equipos. Los 4 equipos españoles de categoría UCI ProTeam (Liberty Seguros-Würth, Illes Balears-Caisse d'Epargne, Euskaltel-Euskadi y Sunier Duval-Prodir); los 3 de categoría Profesional Continental (Comunidad Valenciana, Kaiku y Relax-Fuenlabrada); y 1 de categoría Continental (Andalucía-Paul Versan). En cuanto a representación extranjera, estuvieron 4 equipos: los Profesionales Continentales del Team Barloworld-Valsir, Acqua & Sapone-Adria Mobil, MrBookmaker-Sports Tech y Tenax-Nobili Rubinetterie. Formando así un pelotón de 94 ciclistas, con 8 corredores cada equipo (excepto el Acqua & Sapone y Tenax-Nobili Rubinetterie que salieron con 7), de los que acabaron 79.
El ganador final fue Juan Carlos Domínguez (quien además se hizo con la etapa montañosa). Le acompañaron en el podio Joaquim Rodríguez y Carlos Castaño respectivamente.
En las clasificaciones secundarias se impusieron Luis Pérez Romero (montaña), Igor Astarloa (regularidad), Carlos Castaño (metas volantes) y Sunier Duval-Prodir (equipos).

## Etapas
| Etapa     | Fecha        | Recorrido                                  | Km        | Ganador               | Líder                 |
| --------- | ------------ | ------------------------------------------ | --------- | --------------------- | --------------------- |
| 1.ª etapa | 7 de agosto  | Burgos-Medina de Pomar                     | 162       | Carlos Castaño        | Carlos Castaño        |
| 2.ª etapa | 8 de agosto  | Lerma-Miranda de Ebro (San Juan del Monte) | 175       | Igor Astarloa         | Carlos Castaño        |
| 3.ª etapa | 9 de agosto  | Milagros-Aranda de Duero                   | 9.5 (CRI) | Carlos Castaño        | Carlos Castaño        |
| 4.ª etapa | 10 de agosto | Vilviestre del Pinar-Lagunas de Neila      | 159       | Juan Carlos Domínguez | Juan Carlos Domínguez |
| 5.ª etapa | 11 de agosto | Sasamón-Burgos                             | 168       | David Herrero         | Juan Carlos Domínguez |

## Clasificaciones finales
| \| 1. \| Juan Carlos Domínguez \| 16h 11' 44" \| \| 2. \| Joaquim Rodríguez \| + 29" \| \| 3. \| Carlos Castaño \| + 45" \| \| 4. \| Santo Anza \| + 1' 01" \| \| 5. \| Antonio Colom \| + 1' 08" \| \| 6. \| Josep Jufre \| + 1' 10" \| \| 7. \| Michele Scarponi \| + 1' 13" \| \| 8. \| Aitor Osa \| + 1' 28" \| \| 9. \| Moisés Dueñas \| + 1' 34" \| \| 10. \| Ezequiel Mosquera \| + 1' 36" \| |                       |             |
| 1. | Juan Carlos Domínguez | 16h 11' 44" |
| 2. | Joaquim Rodríguez     | + 29"       |
| 3. | Carlos Castaño        | + 45"       |
| 4. | Santo Anza            | + 1' 01"    |
| 5. | Antonio Colom         | + 1' 08"    |
| 6. | Josep Jufre           | + 1' 10"    |
| 7. | Michele Scarponi      | + 1' 13"    |
| 8. | Aitor Osa             | + 1' 28"    |
| 9. | Moisés Dueñas         | + 1' 34"    |
| 10. | Ezequiel Mosquera     | + 1' 36"    |

| \| 1. \| Luis Pérez Romero \| 44 p. \| \| 2. \| Juan Carlos Domínguez \| 40 p. \| \| 3. \| Joaquim Rodríguez \| 31 p. \| |                       |       |
| 1. | Luis Pérez Romero     | 44 p. |
| 2. | Juan Carlos Domínguez | 40 p. |
| 3. | Joaquim Rodríguez     | 31 p. |

| \| 1. \| Igor Astarloa \| 73 p. \| \| 2. \| Carlos Castaño \| 71 p. \| \| 3. \| Joaquim Rodríguez \| 66 p. \| |                   |       |
| 1. | Igor Astarloa     | 73 p. |
| 2. | Carlos Castaño    | 71 p. |
| 3. | Joaquim Rodríguez | 66 p. |

| \| 1. \| Carlos Castaño \| 17 p. \| \| 2. \| Constantino Zaballa \| 9 p. \| \| 3. \| Luis Pérez Romero \| 6 p. \| |                     |       |
| 1. | Carlos Castaño      | 17 p. |
| 2. | Constantino Zaballa | 9 p.  |
| 3. | Luis Pérez Romero   | 6 p.  |

| \| 1. \| Sunier Duval-Prodir \| 48h 38' 32" \| \| 2. \| Illes Balears-Caisse d'Epargne \| + 1' 28" \| \| 3. \| Relax-Fuenlabrada \| + 1' 41" \| |                                |             |
| 1. | Sunier Duval-Prodir            | 48h 38' 32" |
| 2. | Illes Balears-Caisse d'Epargne | + 1' 28"    |
| 3. | Relax-Fuenlabrada              | + 1' 41"    |